# Elegia racemosa
Elegia racemosa är en gräsväxtart som först beskrevs av Jean Louis Marie Poiret, och fick sitt nu gällande namn av Christiaan Hendrik Persoon. Elegia racemosa ingår i släktet Elegia och familjen Restionaceae. Inga underarter finns listade i Catalogue of Life.